# Dom Quixote das Crianças
Dom Quixote das Crianças é um livro infantil escrito por Monteiro Lobato e publicado em 1936.

## Sinopse
Emília, um dia, resolve mexer na estante de livros da Dona Benta e se depara com um que ela nunca tinha visto antes, Don Quixote de la Mancha, de Miguel de Cervantes. Dona Benta começa a ler o livro para as crianças, mas elas têm dificuldade para  entender a história porque acham muito difícil o estilo do autor. A paciente senhora, então, decide interromper a leitura e começa a contar a história do seu jeito. Ao decorrer do livro, Dom Quixote tem muitas aventuras e, assim, descobre várias coisas!

## Capítulos
1. Emília Descobre o Dom Quixote
2. Dona Benta Começa a Ler o Livro
3. Primeiras Aventuras
4. Terrível Combate
5. Combate com os Carneiros
6. A Aventura dos Pilões
7. Conquista do Elmo de Mambrino, o Mais Famoso do Mundo
8. A Aventura com os Galerianos
9. Fim da Penitência. O Príncipe Etíope. Espantosa Briga
10. A Aventura dos Odres de Vinho
11. O Que Aconteceu na Estalagem
12. A Volta do Engaiolado
13. Terceira Saída de D. Quixote. Aventura do Carro da Morte
14. Aventura de D. Quixote com o Cavaleiro dos Espelhos
15. A Grande Coragem de D. Quixote Diante dos Leões
16. A Barca Encantada. D. Quixote Encontra o Duque
17. História de Dolorida. O Cavalo Encantado
18. Conselhos de D. Quixote. Sancho Assume o Governo da Ilha
19. Sancho Abandona a Ilha e o que lhe Acontece pelo Caminho
20. D. Quixote em Barcelona. O Cavaleiro da Branca Lua
21. Doença e Morte de D. Quixote